# Какуле
Какуле (порт. Caculé) — муниципалитет в Бразилии, входит в штат Баия. Составная часть мезорегиона Юго-центральная часть штата Баия. Входит в экономико-статистический микрорегион Гуанамби. Население составляет 22 182 человека на 2006 год. Занимает площадь 685,914 км². Плотность населения — 32,3 чел./км².

## Статистика
- Валовой внутренний продукт на 2003 год составляет 43 286 410,00 реалов (данные: Бразильский институт географии и статистики).
- Валовой внутренний продукт на душу населения на 2003 год составляет 2028,89 реалов (данные: Бразильский институт географии и статистики).
- Индекс развития человеческого потенциала на 2000 год составляет 0,696 (данные: Программа развития ООН).

## География
Климат местности: полупустыня.